# Lotos (Anatoli Kim)
Lotos (russisch Лотос) ist eine Erzählung des russischen Schriftstellers Anatoli Kim, die 1977 in der Literaturzeitschrift Völkerfreundschaft (russisch Дружба народов / Druschba narodow) vorabgedruckt wurde und ein Jahr darauf in der Sammlung Der Nephritgürtel (russisch Нефритовый пояс / Nefritowy pojas) im Moskauer Verlag Junge Garde erschien. Die Übertragung ins Deutsche von Hartmut Herboth kam 1986 bei Volk und Welt in Berlin heraus.
Die Sowjetunion nach 1971: Zweimal kommt der Moskauer Maler Lochow bei seiner Mutter auf Sachalin an der „donnernden Ozeanküste“ zu spät; einmal, als sie – im Sterben liegend – schon nicht mehr sprechen kann und dann noch zur Beerdigung.

## Titel
Sobald im Text das versale WIR auftaucht, glaubt der Leser, Anatoli Kim hat Gott oder einem seiner Boten einmal kurz das Wort erteilt. Gegen Textende wird expliziert – „das verschwommene Bild der allgemeinen Unsterblichkeit, deren Symbol Lochow mit dem Begriff des WIR bezeichnete, trat ihm vor Augen.“ Und wenig später steht: „Der Wald,... das sind WIR. Die Luft – das ist unser Atem.“ Die genannte Unsterblichkeit wird über die Verwandlung garantiert. Angekündigt wird in der Metaphorik Anatoli Kims eine solche Verwandlung beim Sterben eines Menschen. Ein Lebender – abgesandt von UNS – tritt an das Sterbebett und überreicht dem – oder hier der – Sterbenden einen Sonnenlotos.

## Inhalt
Seine Frau will dem Maler die weite, teure Flugreise ausreden. Und vielleicht wird die Mutter wieder gesund. Lochow aber lässt Frau und Sohn für ein paar Tage allein und fliegt mit einer Tüte Apfelsinen als Geschenk für die Mutter los. Nach einer 24-stündigen Reise am Sterbebett angekommen, erlebt Lochow gerade noch die allerletzte Äußerung seiner lieben Mutter. Als er eine der Apfelsinen mit dem Taschenmesser in so etwas Ähnliches wie eine aufbrechende Lotosknospe verwandelt hat und das kleine Kunstwerk der Mutter in die linke Hand gibt, greift diese zu und hält die Apfelsinenblume fest. Aber – so wird dem Leser mitgeteilt – die Sterbende hat schon lange mit dem Essen aufgehört. Lochow erkennt das auch. Er fühlt sich schuldig, weil er sich jahrelang nur um seine Malerei, nicht aber um die Mutter gekümmert hat und bittet sie mit seinem Gastgeschenk um Verzeihung. Die Ausübung des selbstgewählten Berufs war für Lochow eine Qual gewesen, doch er ist ein international beachteter Kunstmaler geworden. Künstler ist er geworden, weil er das Gesetz erkannt hat, nach dem Schönheit erzeugt wird.
Kurz vor dem Kriege hatte die damals blutjunge Mutter den Leutnant Jegor Lochow geheiratet. Dieser hatte sie mit an die Westgrenze Weißrusslands genommen und war bei einem Angriff erschossen worden. Die Mutter war mit ihrem Säugling vor den anrückenden Deutschen südostwärts in ihre heimatliche Steppe in die Kuma-Manytsch-Niederung geflüchtet. Unterwegs hat die Mutter Gesichte. Der tote Jegor verstellt ihr einmal den Weg. Am Ufer des Manytsch hatte die junge Frau mit ihrem Kleinstkind in der Jurte des alternden Nomaden Shakijar überwintert. Im Frühjahr hatte die Mutter ihre Flucht mit dem Kinde ostwärts durch das ganze Land bis nach Sachalin fortgesetzt, denn sie wollte nicht länger Shakijars Nachtlager als dessen Nebenfrau teilen. Zudem war sie von Polizeischergen vergewaltigt worden.
Die Mutter heiratet Blinzow. Der stirbt nach ein paar Jahren. Die Witwe arbeitet in einem Kesselhaus 24 Stunden rund um die Uhr und erhält nach solcher Schicht immer zwei Tage frei. Sie ist grau und schwerfällig geworden. Der Sohn ist vor Jahren weggegangen und hat nichts von sich hören lassen. Als die Mutter das Nahen ihrer Krankheit spürt, heiratet sie Pak, den altersschwachen Hausmeister der Schule und zieht mit ihm direkt ans Meer.
Nun sitzt Lochow am Sterbebett und kann nicht anders – er muss seine Mutter zeichnen. Der behandelnde Arzt kommt. Vergeblich will Lochow den Mediziner vertreiben. Nach dem dritten Schlaganfall der Mutter versagt anscheinend die ärztlich Kunst.
Lochows statuiert: Die Mutter war gut, rein, „doch unglücklich und verloren“. Und Lochow will jeden erlebten Augenblick bewundern.

## Zitat
- „Worte... haben... ein eigenes Leben, wenn man sie zur rechten Zeit und in gehöriger Menge von sich gibt.“[9]

## Form
Der Erzähler stört zwar den Lesefluss mit Nebenreden, setzt aber damit gelegentlich eine Zeitmarke: Er lokalisiert Shakijars Jurte nicht weit von „den Ruinen des ehemaligen Zarizyn und künftigen Wolgograd“. Bekanntlich ruinierte die Wehrmacht Stalingrad im Herbst 1942.
Der Erzähler springt zwischen mindestens drei Standpunkten wild hin und her. Da sind der WIR-, der Mutter- und der Lochow-Standpunkt. Somit wird der Leser fast allwissend. Zum Beispiel kann Lochow am Sterbebett der Mutter nicht wissen, wie schwer der Mutter das Sterben fällt: Aus dem schnellen Sterben war nichts geworden. Davor lagen „unsägliche Qualen und Demütigungen“. Zum wirren Standpunktwechsel kommt die logisch-schwerverdauliche Gemengelage hinzu: Zu Anfang des zweiten der sechs Kapitel ist die erzählende Mutter bereits gestorben und erzählt demzufolge fortan aus dem Totenreich. Zu allem Überfluss wird die Beschreibung des Sterbens zu Ende des fünften Kapitel konkret-anschaulich – mit Arztbesuch – wieder aufgenommen.
Der mehr als dreißigjährige Lochow hat auf einmal drei erwachsene Kinder und ein paar Enkel. Reichlich zwanzig Seiten später ergibt sich, ein Werk der Phantastik liegt vor – der „greise“ Lochow kehrt nach Jahrzehnten, also in der Zukunft (die Mutter stirbt Anfang der 1970er Jahre und der Text wurde 1977 publiziert), an das Grab auf Sachalin zurück.

## Deutschsprachige Ausgaben
- Anatoli Kim: Lotos, S. 211–336 in: Der Nephritgürtel – Nachtigallenecho – Lotos. Drei kleine Romane. Aus dem Russischen von Hartmut Herboth und Irene Strobel. Mit einem Nachwort von Lola Debüser. Volk und Welt, Berlin 1986. 343 Seiten DNB 870114786(verwendete Ausgabe)